# Östers IF
Östers Idrottsförening – szwedzki klub piłkarski z miasta Växjö. Obecnie klub występuje w rozgrywkach Allsvenskan.

## Sukcesy
- Allsvenskan
  - mistrzostwo (4): 1968, 1978, 1980, 1981
  - wicemistrzostwo (3): 1973, 1975, 1992
- Superettan
  - mistrzostwo (2): 2002, 2012
  - wicemistrzostwo (1): 2015
- Division 1 Södra
  - mistrzostwo (3): 1989, 2009, 2016
  - wicemistrzostwo (1): 2008
- Puchar Szwecji
  - zwycięstwo (1): 1977
  - finał (4): 1974, 1982, 1985, 1991

## Europejskie puchary
Legenda do wszystkich tabel:
- Q – runda eliminacyjna, 1/16, 1/8, 1/4, 1/2 – odpowiednia faza rozgrywek, Grupa – runda grupowa, 1r gr – pierwsza runda grupowa, 2r gr – druga runda grupowa, F – finał, R – runda, PO – play-off
- k. – rzuty karne, los. – losowanie, Dogr. – dogrywka, w. – zasada bramek strzelonych na wyjeździe

| Sezon   | Rozgrywki                 | Runda    | Przeciwnik            | Dom | Wyjazd | Ogólnie    |
| ------- | ------------------------- | -------- | --------------------- | --- | ------ | ---------- |
| 1969/70 | Puchar Europy             | 1R       | AC Fiorentina         | 1–2 | 0–1    | 1–3        |
| 1973/74 | Puchar UEFA               | 1R       | Feyenoord             | 1–3 | 1–2    | 2–5        |
| 1974/75 | Puchar UEFA               | 2R       | Dinamo Moskwa         | 3–2 | 1–2    | 4–4, w.    |
| 1975/76 | Puchar UEFA               | 1R       | Molde FK              | 6–0 | 0–1    | 6–1        |
| 1975/76 | Puchar UEFA               | 2R       | AS Roma               | 1–0 | 0–2    | 1–2        |
| 1976/77 | Puchar UEFA               | 1R       | Kuopion Palloseura    | 2–0 | 2–3    | 4–3        |
| 1976/77 | Puchar UEFA               | 2R       | Hibernian             | 4–1 | 0–2    | 4–3        |
| 1976/77 | Puchar UEFA               | 1/8      | FC Barcelona          | 0–3 | 1–5    | 1–8        |
| 1977/78 | Puchar Zdobywców Pucharów | 1R       | FC Lokomotíva Košice  | 2–2 | 0–0    | 2–2, w.    |
| 1979/80 | Puchar Europy             | 1R       | Nottingham Forest     | 1–1 | 0–2    | 1–3        |
| 1981/82 | Puchar Europy             | 1R       | Bayern Monachium      | 0–1 | 0–5    | 1–6        |
| 1982/83 | Puchar Europy             | 1R       | Olympiakos SFP        | 1–0 | 0–2    | 1–2        |
| 1984/85 | Puchar UEFA               | 1R       | LASK Linz             | 0–1 | 0–1    | 0–2        |
| 1988/89 | Puchar UEFA               | 1R       | DAC Dunajská Streda   | 2–0 | 0–6    | 2–6        |
| 1991/92 | Puchar UEFA               | 1R       | Olympique Lyon        | 1–1 | 0–1    | 1–2        |
| 1993/94 | Puchar UEFA               | 1R       | Kongsvinger IL        | 1–3 | 1–4    | 2–7        |
| 1995    | Puchar Intertoto          | Grupa 2  | 1. FC Köln            | 0–0 |        | 3. miejsce |
| 1995    | Puchar Intertoto          | Grupa 2  | FC Luzern             |     | 2–3    | 3. miejsce |
| 1995    | Puchar Intertoto          | Grupa 2  | Rudar Velenje         | 3–1 |        | 3. miejsce |
| 1995    | Puchar Intertoto          | Grupa 2  | Tottenham Hotspur     |     | 1–2    | 3. miejsce |
| 1997    | Puchar Intertoto          | Grupa 11 | Vasas SC              | 1–4 |        | 4. miejsce |
| 1997    | Puchar Intertoto          | Grupa 11 | Werder Brema          |     | 1–2    | 4. miejsce |
| 1997    | Puchar Intertoto          | Grupa 11 | Universitāte Rīga     | 2–1 |        | 4. miejsce |
| 1997    | Puchar Intertoto          | Grupa 11 | İstanbulspor A.Ş.     |     | 2–3    | 4. miejsce |
| 2004/05 | Puchar UEFA               | 1Q       | Llansantffraid        | 2–0 | 2–1    | 4–1        |
| 2004/05 | Puchar UEFA               | 2Q       | FK Liepājas Metalurgs | 2–2 | 1–1    | 3–3, w.    |

## Skład na sezon 2018
| Nr | Poz. | Piłkarz                                  |
| -- | ---- | ---------------------------------------- |
| 1  | BR   | Robin Malmkvist                          |
| 2  | OB   | Mattias Pavić                            |
| 3  | OB   | Månz Karlsson                            |
| 4  | OB   | Fredrik Lundgren                         |
| 5  | OB   | Stefan Karlsson                          |
| 6  | OB   | Mario Vasilj (kapitan)                   |
| 7  | PO   | Carl Johansson (wypożyczony z Kalmar FF) |
| 8  | PO   | Liridon Silka                            |
| 9  | NA   | Admir Bajrović                           |
| 10 | NA   | David Johannessson                       |
| 11 | PO   | Simon Helg                               |

| Nr | Poz. | Piłkarz                                   |
| -- | ---- | ----------------------------------------- |
| 12 | BR   | Darmin Sobo                               |
| 14 | OB   | Oliver Silverholt                         |
| 15 | PO   | Emir Avdić                                |
| 16 | NA   | Dragan Kapčević                           |
| 17 | NA   | Zackarias Faour (wypożyczony z IK Sirius) |
| 18 | PO   | Jonathan Drott                            |
| 19 | PO   | Jesper Andreasson                         |
| 20 | OB   | Viktor Ericsson                           |
| 21 | OB   | Filip Örnblom                             |
| 31 | BR   | Victor Jonasson                           |
| 88 | PO   | Lars Fuhre                                |